# Meighan Simmons
Meighan Sharee Simmons (ur. 25 stycznia 1992 w Fayetteville) – amerykańska koszykarka występująca na pozycji rzucającej, obecnie zawodniczka Beşiktaşu JK Stambuł.
2 czerwca 2016 została zawodniczką Wisły Can-Pack Kraków.
14 maja 2021 dołączyła do tureckiego Beşiktaşu JK Stambuł.

## Osiągnięcia
Stan na 22 maja 2021, na podstawie, o ile nie zaznaczono inaczej.

### NCAA
- Uczestniczka rozgrywek:
  - Elite Eight turnieju NCAA (2011, 2012, 2013)
  - Sweet Sixteen turnieju NCAA (2011–2014)
- Mistrzyni:
  - turnieju konferencji Southeastern (SEC – 2011, 2012, 2014)
  - sezonu regularnego SEC (2011, 2013)
- Zawodniczka Roku Konferencji Southeastern (2013)
- MVP turnieju Junkanoo Jam (2013)
- Najlepsza pierwszoroczna/nowo przybyła zawodniczka konferencji SEC (2011)
- Zaliczona do:
  - I składu:
    - SEC (2013, 2014)
    - turnieju:
      - Junkanoo Jam (2013)
      - Paradise Jam (2010)

    - najlepszych pierwszorocznych zawodniczek SEC (2011)

  - II składu:
    - All-American (2014 przez Full Court)
    - SEC (2011)

  - III składu All-American (2013 przez Associated Press, Full Court)
  - składu Honorable Mention All-American (2011 przez Associated Press, 2013 przez WBCA, 2014 przez Associated Press, WBCA)

### Drużynowe
- Wicemistrzyni Polski (2017)[4]
- Zdobywczyni pucharu Polski (2017)[5]

### Indywidualne
(* – nagrody przyznane przez portal eurobasket.com)
- Zaliczona do II składu ligi[6]*:
  - rumuńskiej (2015)
  - włoskiej (2016)[7]
- Uczestniczka meczu gwiazd ligi rumuńskiej (2015)[6]
- Liderka strzelczyń francuskiej ligi LFB (2021)[8]